# Philharmostes caffer
Philharmostes caffer là một loài bọ cánh cứng trong họ Hybosoridae. Loài này được Martínez miêu tả khoa học năm 1970.